# Снегирев, Владимир Николаевич
Влади́мир Никола́евич Снегирев (род. 3 июня 1947) — советский и российский журналист-международник, писатель, военный журналист. Заслуженный журналист Российской Федерации (2022).
Долгое время был участником и организатором полярной экспедиции газеты «Комсомольская правда», которая в 1979 году впервые в истории совершила лыжный переход к Северному полюсу, в 1988 году также впервые соединила лыжнёй Евразию и Северную Америку через Северный полюс. Основатель и первый президент Гильдии туристической прессы.

Освещал войну в Афганистане, боевые действия на Северном Кавказе и в Закавказье, военные конфликты в Ираке, Ливии, Сирии, Египте и ряде других стран.

Много лет занимался поиском и освобождением советских военнопленных в Афганистане, выяснением судеб без вести пропавших.
Член Координационного совета Комитета по делам воинов-интернационалистов при Совете Глав правительств государств СНГ (со дня его основания в 1990 году).

## Биография
Окончил факультет журналистики Уральского государственного университета (1969 год), аспирантуру АОН при ЦК КПСС (1985), кандидат исторических наук.
- С 1964 года — корреспондент газеты «Шахтёрская правда» (Кемеровская область).
- С 1969 по 1988 год — корреспондент, заведующий отделом, член редколлегии, заместитель главного редактора газеты «Комсомольская правда», главный редактор еженедельника «Собеседник».

В качестве главного редактора «Собеседника» Снегирев входил в номенклатуру. Сам Снегирев в 2018 году описывал свое положение на этому посту так:

…по неписаной табели о рангах именно я и был тогда «генералом», главным редактором «Собеседника», «номенклатурой» — с персональным водителем, «вертушкой» и дачей в Серебряном Бору.
- В 1981—1982 годах — военный корреспондент «Комсомольской правды» в Афганистане.
- С 1988 года — член редколлегии, редактор отдела информации газеты «Правда», политический обозреватель газеты «Труд», главный редактор и генеральный директор журналов «Вояж», «Вояж и отдых», «Национальный банковский журнал», газеты «Метро».
- С 1999 года — сопредседатель общероссийского движения «За равноправие и справедливость».
- В 2003—2005 и 2011—2014 годах — международный обозреватель «Российской газеты».
- В 2014—2016 годах — корреспондент по странам Центральной и Восточной Европы газеты «Вечерняя Москва». Весной 2016 года МИД Чехии отказал спецкору «Вечерней Москвы» Владимиру Снегиреву в продлении аккредитации. Причины, по которым было принято это решение, не разглашаются и квалифицируются тем же МИДом как «особо секретные»[источник не указан 3171 день].
- С 2016 года — собственный корреспондент «Российской газеты» по странам Центральной и Восточной Европы.

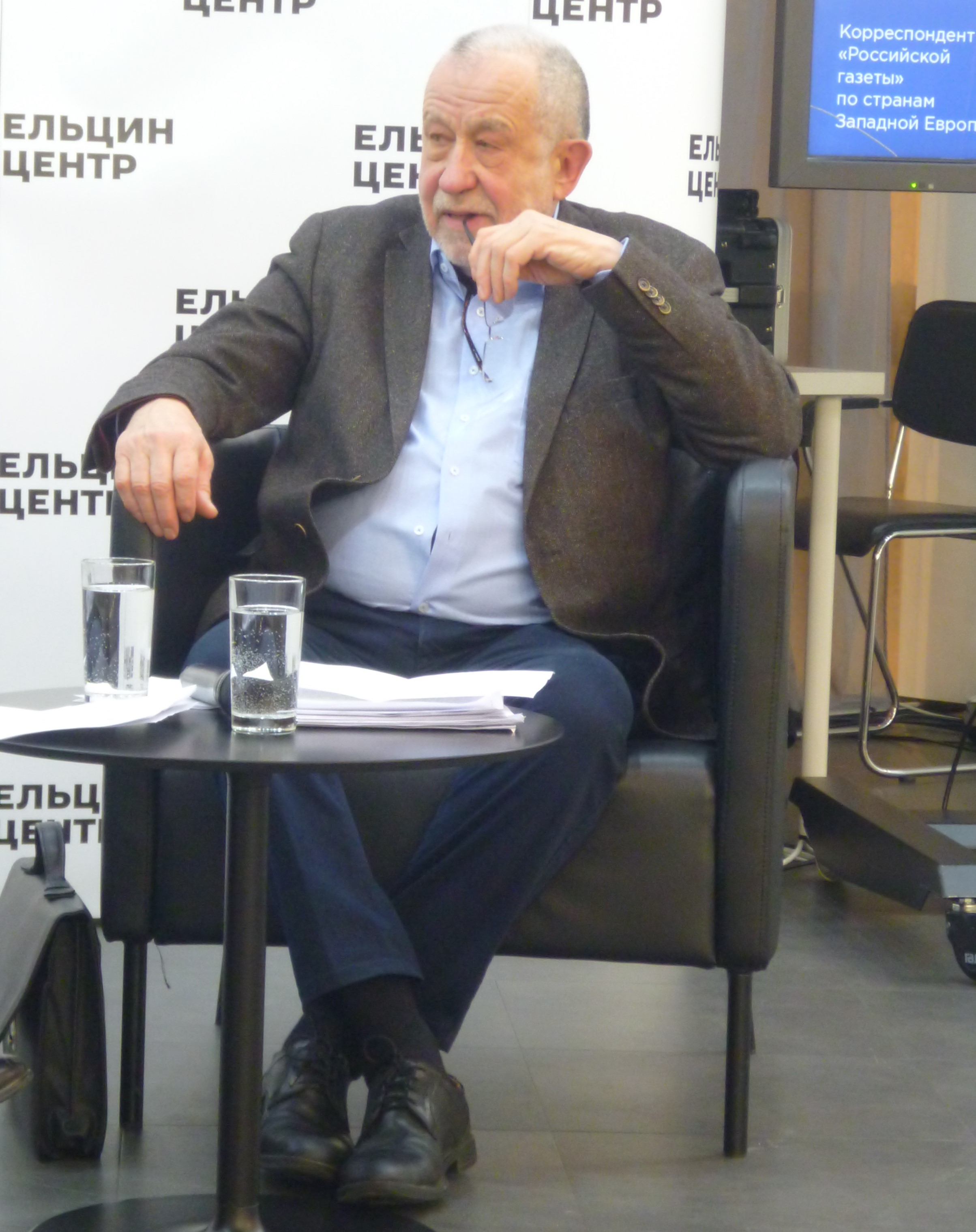
Владимир Снегирев в Ельцин-центре, 20 марта 2021 года

Документальная повесть «Рыжий» посвящена ирландскому журналисту Рори Пеку, погибшему в Москве 3 октября 1993 года во время штурма телецентра «Останкино».
Автор сценариев ряда документальных фильмов, в частности, «На полюс» (соавтор) («Центрнаучфильм», 1979), «Москва ждет Олимпиаду-80» (1979), «Багровая земля» (Узбекская студия документальных фильмов), «Полярный мост» («Центрнаучфильм»), «Время „Ч“ для страны „А“» и других.

## Награды и премии
- Орден Дружбы (23 ноября 2009 года) — за активную общественную работу по социальной поддержке ветеранов и патриотическому воспитанию молодёжи[3].
- Орден Красной Звезды.
- Орден «Знак Почёта».
- Заслуженный журналист Российской Федерации (4 ноября 2022 года) — за вклад в развитие отечественной журналистики и многолетнюю плодотворную работу[4].
- Медали РФ, ДРА, государств СНГ.
- Премия Союза журналистов СССР.
- Премия Союза журналистов РФ.
- Премия имени Юлиана Семёнова «За достижения в области экстремальной журналистики» (2011).
- Премия «Золотое перо России»1.

## Избранные статьи
- «Волк-одиночка» — статья о Фёдоре Конюхове. Впервые опубликована в журнале «Вояж и отдых»
- На лыжах в сердце Арктики. «Комсомольская правда», 14.08.1971
- Торосы. Репортажи из пролива Лонга. «Комсомольская правда», 30,31 мая, 14,20 июня 1971.
- Штурман Аккуратов. «Комсомольская правда», 05.09.1973
- Лётчик Колошенко. «Комсомольская правда», 30.01.1974
- Северный полюс. «Комсомольская правда», 23.01.1975
- Жизнь на большой высоте. Интервью с академиком О. Г. Газенко. «Комсомольская правда», 12.12.1978
- К самой высокой вершине. «Комсомольская правда», 06.05.1979
- Полярное братство. «Комсомольская правда», 17, 19 мая 1979.
- Рикошетом от сердца. «Комсомольская правда», 14.11.1979
- Славный обед в славной компании. Ж-л «Юность», № 9, 1980.
- Последний бой Фазили. «Комсомольская правда», 26.04.1981
- Место службы — Афганистан. «Комсомольская правда», 07.08.1981
- На земле Калай-Дона. Репортаж из Афганистана. «Комсомольская правда», 10.10.1981
- Репортаж из Кандагара. «Комсомольская правда», 04.11.1981
- С думой о будущем урожае. Афганский дневник. «За рубежом», № 48, 1981.
- Гератские встречи. «Комсомольская правда», 21.01.1982
- Трудное небо. Место службы — Афганистан. «Комсомольская правда», 04.02.1983
- Дорога на перевал. Место службы — Афганистан. «Комсомольская правда», 05.02.1983
- Наши с тобой ровесники. Место службы — Афганистан. «Комсомольская правда», 06.02.1983
- Фазиля, сестра Фазили. «Комсомольская правда», 15.05.1984
- Хост в огне. Афганский репортаж. «Литературная газета», 05.06.1985
- Пуштунский фактор. «Комсомольская правда», 23.02.1986
- Ровесники, наденьте ордена. «Комсомольская правда», 13.08.1986
- Он вернётся. «Комсомольская правда», 21.12.1986
- Медовый месяц. «Комсомольская правда», 13.10.1987.
- Отель «Герат». «Собеседник», № 44, 45, 1987.
- Не для войны восходит солнце. «Собеседник», № 11, 1988.
- Про войну. «Комсомольская правда», 09.02.1989
- В осаждённом Джелалабаде. «Правда», 10.04.1989
- Альтернативы нет. Интервью с президентом Афганистана Наджибуллой. «Правда», 26.04.1989
- Спасти человека. Интервью с генеральным конструктором Г. И. Севериным. «Правда», 26.06.1989
- На юге Чили. «Правда», 21.08.1989
- Другая жизнь Дмитрия Быстролётова. «Правда», 25 февраля, 4, 5 марта 1990.
- Без плаща и кинжала. Беседа с начальником ПГУ КГБ СССР Л. Шебаршиным. «Правда», 22.04.1990
- Свет и тень. Репортажи из зоны Персидского залива. (В соавторстве с А. Лопухиным). «Правда», 11.03.1991
- Герой каптруда. «Макдональдс» это не просто сеть ресторанов, а целая философия. «Правда», 02.08.1991
- Он был заложником Кремля. Бабрак Кармаль рассказывает. «Труд», 24.10.1991
- Кремлёвские тайны. «Труд», 24, 25 декабря 1991.
- Ахмад Шах Масуд: «Среди моих агентов были и советские генералы». «Труд», 22.01.1992
- В плену. Наш корреспондент продолжает рассказывать о командировке в районы Афганистана, контролируемые оппозицией. «Труд», 31.01.1992
- Разведчик? Шпион? Предатель? Беседа с Б. А. Соломатиным. «Труд», 19.03.1992
- Возле посольства рвутся снаряды. Репортаж из Кабула. «Труд», 28.04.1992
- Бой на Лобном месте. Как ефрейтор Дмитриев пытался убить Сталина. «Труд», 18.06.1992
- Версия полковника КГБ. «Труд», 13, 15, 16 августа 1992.
- Агент по имени «Федора». Работал ли на ФБР Герой Советского Союза Алексей Кулак? «Труд», 5, 8, 9 декабря 1992.
- Хватит крутых виражей. Интервью с А. Руцким. «Труд», 13.02.1993
- Восток аршином не измерить. Интервью с Маликом Каюмовым. «Литературная газета», 25.08.1993
- Командировка в Россию, прерванная пулей. «Известия», 07.10.1993
- Первый тост мы всегда поднимаем за наш полюс. Неизвестные страницы известной полярной экспедиции. «Комсомольская правда», 16.03.1999
- Реквием по душману. Смерть Ахмад Шаха Масуда приблизила линию фронта к границам России. «Российская газета», 18.09.2001
- Спецкомандировка. Афганистан 20 лет спустя. Серия репортажей. «Российская газета», 25.05.2003, 17.06.2003, 18.06.2003, 19.06.2003, 20.06.2003, 21.06.2003
- Имя — Бадабера. «Российская газета». 03.07.2003
- Афганский пленник. В Россию вернулись останки ещё трёх советских солдат. «Российская газета», 18.08.2003
- Уран и Коран. Что происходит в исламском государстве, которое США могут избрать следующей целью для своего вторжения. «Российская газета», 10.09.2003
- Русские в плену. «Российская газета», 26.09.2003
- Осеннее обострение. Октябрьские столкновения в Москве глазами их непосредственных участников. «Российская газета», 03.10.2003
- Михаил — не архангел. Интервью с М. Саакашвили. «Российская газета», 03.12.2003
- Зимний вечер в Гаграх. Репортаж из Абхазии. «Российская газета», 17.12.2003
- Ошибка резидента. Он думал о национальных интересах, а его шеф делал свою карьеру. «Российская газета», 04.12.03
- Уикенд на пепелище. Субъективные заметки нашего обозревателя от командировки на Балканы. «Российская газета», 08.04.2004
- Комендант Кремля. Генерал-майор С. Хлебников в эксклюзивном интервью «РГ». «Российская газета», 01.06.2004
- «Опасен полюс и необходим». К 25-летию покорения Северного полюса на лыжах. «Новая газета», № 39, 2004.
- Моряк невидимого фронта. Редкий случай в истории разведки: он был завербован на идейной основе. «Российская газета», 08.07.2004
- Исповедь маленького человека. Интервью с В. А. Крючковым. «Российская газета. Неделя», 09.07.2004
- «Годились любые пути, чтобы спасти детей». Интервью с Русланом Аушевым. «Комсомольская правда», 16.09.2004
- Время «Ч» для страны «А». «Российская газета», 28.12.2004
- Вода ада. Репортаж из Шри-Ланки. «Российская газета. Неделя», 04.02.2005
- Процесс брожения. На каком фоне избирали молдавского президента. «Российская газета», 05.04.2005
- Истины Инны. И. Руденко о своей профессии и своих принципах. «Российская газета», 05.05.2005
- Рижский бальзам. Он исцеляет простуду, но бессилен против ксенофобии. «Российская газета», 21.06.2005
- Чёрным по белому. «Российская газета», 20.07.2005
- Пожелал остаться неизвестным. Борис Соломатин всю жизнь провёл в окопах… «Российская газета», 03.02.2006
- Как хорошо быть с генералом. «Российская газета», 16.02.2006
- Афганский капкан. Отчего ведущие мировые державы с упорством маньяков наступают на одни и те же грабли. «Российская газета», 25.12.2009
- Музыка высших сфер. «Российская газета», 26.08.2010
- В конце света. Репортаж из зоны цунами в Японии. «Российская газета», 22.03.2011
- Тысяча и одна ночь. События в арабском мире грозят самыми непредсказуемыми последствиями. «Российская газета», 08.04.2011
- Собирающие камни. Площадь Тахрир, как зеркало египетской революции. «Российская газета», 18.04.2011
- Дурман. Когда закончится необъявленная война против села Урман. «Российская газета», 27.06.2011
- Стрельба вслепую. Корреспондент «РГ» оказался на линии фронта в центре Триполи. «Российская газета», 29.08.2011
- «По жи вьём». М. Шемякин 40 лет живёт за границей, но он никогда не порывал с Россией. «Российская газета», 09.09.2011
- Дыханье осени. Арабской. Корреспондент «РГ» выслушал израильтян и палестинцев на их исторической родине. «Российская газета», 21.10.2011
- Груз 2011. Почему американцы обречены в своих попытках одолеть афганских партизан. «Российская газета», 16.11.2011
- Коранный номер. Первые демократические выборы в Египте открыли дорогу к власти радикальным исламистам. «Российская газета», 06.12.2011
- Жизнь и приключения Олега Туманова, шефа русской службы радио «Свобода», как иллюстрация истории холодной войны. «Вечерняя Москва», 09-16.02.2012
- Что же будет с Сирией и с нами. Итоговая статья по командировке в Багдад. «Российская газета», 06.03.2012
- Падение Бориса Карловича, или Как Кремль и Лубянка пытались сместить со своих постов главу Афганистана. «Вечерняя Москва», 12-19.04.2012
- Хайль, люди добрые! Кто такие национал-демократы и почему с ними воюют в Германии. «Российская газета», 28.03.2012
- Шпион по собственному желанию. «Вечерняя Москва», 17-24.05.2012
- Представление начинается. Египтяне приступают к выборам президента. «Российская газета», 23.05.2012
- Откуда — чудо? Две недели в Китае… «Российская газета», 25.05.2012
- Небесный терроризм: остановка самолёта по требованию. «Вечерняя Москва», 28.06.2012. — 05.07.2012.
- Шпионские игры. Агенты двух разведок. «Вечерняя Москва», 19-26.07.2012
- Лагерь особого режима. Репортаж с турецко-сирийской границы. (в соавторстве с Л. Пчельниковым). «Российская газета», 03.08.2012
- Очень Ближний Восток. Беседа с академиком Е. М. Примаковым. «Российская газета», 08.08.2012
- Тайные папки Михаила Шемякина. «Вечерняя Москва», 16-23.08.2012
- Почему у них получилось. Специальный корреспондент «РГ» о Сингапурском чуде. «Российская газета», 07.09.2012
- Казань-Сингапур: Билет в первый класс. «Российская газета», 31.10.2012.
- Вне тусовки. «Российская газета», 21.11.2012
- «Русский путь» по Максиму Кантору. Россию ждут тяжёлые времена. И если это осознать, то выход найдётся. «Российская газета», 29.11.2012
- Почётный полярник Юлиан Семёнов. «Вечерняя Москва», 06-13.12.2012
- «Арабская весна»-2. «Российская газета», 15.01.2013
- Кабул несбывшихся надежд. «Российская газета», 25.01.2013
- Хоть бы день без войны. О чём мечтал в Афганистане командующий 40-й армией генерал Дубынин. «Российская газета», 01.02.2013
- Пешком до Канады. Неизвестные страницы из истории экспедиции, которая 25 лет назад прогремела на весь мир. «Российская газета», 7.02.2013
- Предъявить к досмотру. Перетряхнут ли наследство, которое оставил после себя венесуэльский президент. (В соавторстве с В.Фещенко). «Российская газета», 20.03.2013
- Мир и Эмир. Знаменитый сербский режиссёр в эксклюзивном интервью «РГ». «Российская газета», 17.04.2013
- Неписаные правила игры без правил. «Вечерняя Москва», 25.04.2013. — 02.05.2013.
- Огарёва, 6. Что стояло за чередой самоубийств в МВД? «Российская газета. Неделя», № 234, 2013.
- Турецкий гамбит. «Российская газета», 07.06.2013
- Мираж? Почему маленькая Исландия привлекает к себе такое большое внимание. «Российская газета», 26.06.2013
- Жизнь в режиме on-line. Жизнь в режиме on-line-2. «Российская газета. Неделя», 04.07.2013, 14.11.2013
- Арабское лето. Египетские военные снова пришли к власти. «Российская газета», 11.07.2013
- Пуля для братьев. Формально с исламистами в Каире покончено. А на самом деле? «Российская газета», 19.08.2013
- Ведь это наши горы… Именно десантники становятся основой создаваемых сегодня мобильных сил. «Российская газета», 17.10.2013
- Вторжение без возражения. «Российская газета», 12.11.2013
- После отстоя пены. Какие мифы о России самые живучие у либералов Европы. «Российская газета», 04.12.2013
- Лесничий с Большой Дмитровки. «Российская газета», 22.01.2014
- Кем были мы в стране далёкой? «Российская газета», 07.02.2014
- Советский повар устранил афганского диктатора. «Вечерняя Москва», 13-20.02.2014
- Спецгруз из Кабула. Как сотрудники советской разведки тайно вывезли в СССР трёх афганских министров. «Российская газета. Неделя», № 26, 1914.
- Вывод. 25 лет назад СССР вывел свои войска из Афганистана. Извлечён ли урок из этой истории? «Российская газета», 15.02.2014
- Неправый сектор. «Вечерняя Москва», 05.03.2014
- Диагноз от Краснопольской. «Российская газета», 07.03.2014
- Миссия выполнима. «Вечерняя Москва», 21.04.2014
- Развод по-чешски. «Вечерняя Москва», 24.04.2014. — 01.05.2014.
- Чешский уран для русского атома. Тайны города Яхимова. «Вечерняя Москва», 29.05.2014. — 05.06.2014.
- Подвели под монастырь. Прогулка по будущему Кремлю с его комендантом Сергеем Хлебниковым. 12.08.2014
- Поквитаться с тираном. Истории покушений, которых… не было. «Вечерняя Москва», 21-28.08.2014
- Похождения бравого президента Земана. «Российская газета», 21.11.2014
- Танцы с волками. Военный репортёр о своём опыте работы в «горячих точках». «Российская газета», 16.01.2015
- Неуловимый Джон. Самое громкое дело времён холодной войны. «Вечерняя Москва», 12-19.02.2015
- Герои и предатели. Как Чехия и её жители стали заложниками нацистов. «Российская газета», 01.04.2015
- Пан или пропал. Штрихи к портрету самого необычного президента Евросоюза. «Вечерняя Москва», 07.09.2015
- Совершеннолетний мэр. Милан Бандич отметил 16 лет на должности главы Загреба. «Вечерняя Москва», 17.11.2015
- Миру — мэр. Градоначальник Милана Джулиано Пизапиа не только общается с горожанами… «Вечерняя Москва», 28.01.2016.
- Быльем поросло. 25 лет назад прекратила свое существование Центральная группа войск. «Российская газета. Неделя», 11.02.2016
- У нас хорошие контакты. Интервью с бургомистром Вены. «Вечерняя Москва», 27.04.2016
- Европа после отстоя пены. Интервью с президентом Чехии Милошем Земаном. «Российская газета», 24.05.2016
- Лица москвичей стали другими. Интервью с мэром Любляны. «Вечерняя Москва», 28.07.16
- Мировой беспорядок. Бывший глава секретной службы Израиля о тех причинах, которые грозят миру. «Российская газета», 16.08.2016
- Тайны богемского леса. Репортаж из самого смертоносного музея Центральной Европы. «Российская газета. Неделя», 27.10.2016
- Тайна белого шарика. Какая неведомая сила кроется в гомеопатических препаратах. «Российская газета», 07.12.2016
- Обед с послевкусием. «Российская газета. Неделя», 08.12.2016
- Москва десять лет назад и сегодня — земля и небо. Интервью с мэром Лейпцига. «Вечерняя Москва», 16.12.2016
- Источник радиации. Как Чехия стала крупнейшим поставщиком урана для советской бомбы. «Российская газета. Неделя», 25.12.2016
- Банановые люди. Наш корреспондент в Чехии пытался проникнуть в тайны вьетнамской колонии. «Российская газета. Неделя», 29.12.2016
- По ту сторону камеры. Ложь и правда «образцового» еврейского гетто. «Российская газета», 24.01.2017
- Смерть журналиста. Выживут ли качественные СМИ в условиях рынка? «Российская газета», 30.01.2017
- Пустое дело? Несколько замечания по поводу одной бурной дискуссии. «Российская газета». 10.02.2017
- Охота на посла. 40 лет назад Бабрак Кармаль боялся того, чего ныне может опасаться Ким Пхен Иль. «Российская газета. Неделя», 02.03.2017
- Все включено? Корреспондент «РГ» проверил готовность египетских курортов. «Российская газета», 14.03.2017
- Чешское пиво китайского розлива. «Российская газета», 21.03.2017
- Чешский с акцентом. Как европейские предприниматели обходят запреты на сотрудничество. «Российская газета», 12.05.17
- Три товарища. Почему британские репортеры пошли на смерть ради своего советского коллеги. «Российская газета. Неделя», 18.05.2017
- Бастионы Шемякина. Споры во Франции о русской революции. «Российская газета», 02.06.2017
- Выжить в океане. «Российская газета», 21.06.2017
- Загадки Шемякина. Он живет во Франции, работает для России, а принадлежит Культуре. «Российская газета. Неделя», 22.06.2017
- Вера Шемякина. «АиФ», № 26, 2017
- Куда летит самолет. Заметки дилетанта, впервые попавшего на самый престижный авиакосмический салон. «Российская газета», 26.06.17
- Штраус с танкистами. «Российская газета», 16.08.2017
- Миру-мэр. «Российская газета», 12.09.2017
- Павлина и колдовство. «Российская газета. Неделя», 05.10.2017
- Чистые истоки. Интервью с Владимиром Толстым. «Российская газета». 10.10.17
- С завидной выдержкой. «Российская газета. Неделя», 12.10.17
- Восточный экспресс. «Российская газета», 20.11.17
- Послание генерала Шершнева. Он был уверен, что одними пушками войну выиграть нельзя. «Российская газета. Неделя», 23.11.17
- Уравнение с тремя неизвестными. «Российская газета». 25.01.2018
- Магия против химии. «Российская газета», 29.01.2018
- Соло для двоих. Пронзительная история дружбы российского генерала и австрийского полковника. «Российская газета», 30.01.2018
- Бабушка русской революции. Журнал «Родина», № 1, 2018
- Умирает деревня. Швейцарская. «Российская газета», 06.02.2018
- Западня в Балабаге. «Российская газета. Неделя», 15.02.2018
- Полет согласно расписанию. «Российская газета»,14.03.2018
- Двести лет по четвергам. «Российская газета. Неделя», 15.03.2018
- Дунай, Дунай, а ну узнай…Политический кризис в Словакии. «Российская газета», 26.03.2018
- Легион заложников. Журнал «Родина», № 3, 2018
- Первая любовь. Как русский Петров стал одним из самых знаменитых людей в Чехии. «Российская газета. Неделя», 05.04.2018
- Как увидеть Прагу. «Российская газета. Неделя», 19.04.2018
- Лицом к ветру. Портрет смельчака на фоне штормового моря. «Российская газета», 26.04.2018
- Он обул полмира. История человека, который хотел построить капитализм с человеческим лицом. «Российская газета», 28.04.2018
- Вам с газом? У политического кризиса в Чехии появился химический запах. «Российская газета», 16.05.2018
- Артем и Мэри. «Российская газета. Неделя», 24.05.2018
- Взрывная волна. Как перед выводом советских войск из Чехословакии местный сапер спас нашу воинскую часть. «АиФ», № 21, 2018.
- Вахту принял. Корреспондент «РГ» на себе испытал тяготы океанской регаты. «Российская газета. Неделя», 21.06.2018
- Только ты и океан. «Российская газета», 03.07.2018
- Сэр шкипер. «Российская газета. Неделя», 16.08.2018
- Цена свободы. В Чехии сразу четыре серьезных повода поразмышлять об уроках недавней истории. «Российская газета», 21.08.2018
- Как без рук. Экономика и сфера услуг Чехии испытывают острый дефицит рабочей силы. «Российская газета», 29.08.2018
- Моя кадетка. Журнал «Родина», № 8, 2018
- Как гость в горле. Почему Чехия продолжает идти не в ногу с другими странами ЕС. «Российская газета», 28.09.2018
- Хорваты. Русские. Футбол. «Российская газета», 10.10.2018
- 100 дней одиночества. «Российская газета», 11.10.2018
- Были беды и победы. «Российская газета», 25.10.2018
- Нам — взлет. «Российская газета», 08.11.2018
- Ключ. Интервью с Сергеем Хлебниковым. «Российская газета», 11.12.2018
- Бесславно пропавшие. Несколько слов вдогонку премьере телесериала «Ненастье». «Российская газета». 19.11.2018
- Нет «Проблем»? «Российская газета», 24.12.2018
- Стена. Что мешает восточным немцам стать западными. «Российская газета», 16.01.2019
- Отрешение. «Новая газета», 08.02.2019
- Вывод. Малоизвестные страницы, связанные с историей возвращения советских войск из Афганистана. «Российская газета», 14.02.2019
- «Спецотчет № 4». «Российская газета. Неделя», 14.02.2019
- Союз нерушимый? Какие призраки бродят по Европе. «Российская газета», 12.02.2019
- Сестрички. Журнал «Родина», № 2, 2019
- Трудности перевода. «Российская газета. Неделя», 06.03.2019
- Санкция на доверие. «Российская газета», 07.03.2019
- Страх. 80 лет назад войска фашистской Германии, не встретив сопротивления, вторглись на территорию Чехии. «Российская газета», 15.03.2019
- Под бомбами. Субъективные заметки по поводу 20летия натовской атаки на Югославию. «Российская газета», 25.03.2019
- Серб и молод. Во что верит и чему поклоняется Эмир Кустурица. «Российская газета», 04.04.2019
- Балканский узел. «Российская газета», 17.04.2019
- Послеоперационный период. «Российская газета». 26.04.2019
- Контрреволюция. О чем жалеет и на чем стоит один из лидеров афганского левого движения. «Российская газета», 29.04.2019
- Алхимик Олжас. «Российская газета», 17.05.19
- Мост разделяющий. Есть ли шансы договориться у сербов и косовских албанцев? «Российская газета», 19.06.19
- Период дожития. Репортаж из скандинавской богадельни. «Российская газета», 18.07.19
- Диктатура абсурда. Политкорректность и толерантность на Западе порой принимают уродливые формы. «Российская газета», 23.07.19
- Война без победы. Кто и почему сражается в Праге с памятником маршалу. «Российская газета», 13.09.19
- Люба, братцы, Люба… «Российская газета», 16.10.19
- Письма из Вены. Грязное дело. Разделяй и властвуй. «Российская газета», 22.10.19, 23.10.19
- Старый Свет под присмотром. Почему ОБСЕ не стала европейской ООН. «Российская газета», 30.10.19
- Бархат с белыми пятнами. Размышления по поводу 30-летия «бархатной революции» в Чехии. «Российская газета», 15.11.19
- Восточный экспресс. Как Ташкент и Самарканд открываются миру, а мир открывает для себя чудеса Азии. «Российская газета», 25.11.19
- Две звезды. «Российская газета», 25.12.19
- Дедушка и внучка. Отчего в Германии так не любят правых популистов. «Российская газета», 11.02.20
- Служебный роман. «Российская газета», 06.03.20
- Встреча на Эльбе. «Российская газета». 24.04.20
- Умнее вируса. Интервью с главным эпидемиологом Чехии. «Российская газета», 12.05.20
- Возможны осложнения. Париж и Прага: какие потери несет Европа из-за глобального кризиса. «Российская газета», 26.06.20
- Курортный роман. «Российская газета», 26.08.20
- Возвысил степь, не унижая горы. Отчего так актуальны сегодня мысли, высказанные классиком советской литературы. «Российская газета», 09.09.20
- Весомая невесомость. И на земле, и в космосе Юрий Батурин всегда на высоте. «Российская газета», 07.10.20
- Ретроград. Как ВДНХ пытаются превратить в уникальный музейный, выставочный и развлекательный комплекс. «Российская газета», 03.03.21
- По войну. История сражения с ковидом, рассказанная врачами столичной клиники. «Российская газета». 05.03.21
- Куда ведет тупик. Афганистан на пороге новой большой войны. «Российская газета», 10.03.21
- В плену. Заложники далекой войны на экране и в реальности. «Российская газета», 18.03.21
- Старый Свет на распутье. Что стоит за разговорами о «Европе разных скоростей». «Российская газета». 01.04.21
- Туда и обратно. Можно ли сделать Сахалин краем комфортной жизни. «Российская газета», 19.05.21
- Лыся-ковка. Классный фотограф становится живописцем, а живописец – кузнецом. «Российская газета», 14.07.21
- Гроза над городом Кабулом. Интервью с вертолетчиком Николаем Гавриловым. «Российская газета». 23.08.21
- Вечорко и его команда. Как белорусский россиянин стал одним из главных героев войны с коронавирусом. «Российская газета. Союз», 19.08.21
- Второе пришествие. Насколько обоснованы страхи перед возможной победой талибов. «Российская газета», 06.08.21
- Его последнее приключение. О писателе Юлиане Семенове. «Российская газета», 08.10.21
- Цифра против буквы. Выстоит ли традиционная журналистика под напором интернета. «Российская газета», 25.11.21
- Арсенал дипломата. Каким оружием в борьбе с вызовами глобального характера располагает российский МИД. «Российская газета», 18.11.21
- План первой пятилетки. Интервью с председателем кабинета министров Кыргызстана А. Жапаровым. «Российская газета», 17.12.21
- Ключ к тайнам. Мистика самой старой библиотеки Европы. «Российская газета», 16.02.22
- Спасти рядового Грабовенко. «Российская газета», 22.02.22
- Чудак-человек. Как один гражданин помог изменить к лучшему целый город. «Российская газета», 25.07.22
- «А смог бы я?». За что сегодня сражаются защитники Брестской крепости. «Российская газета», 26.0722
- Однажды в деревне. Как белорусы без всякой господдержки создали целую отрасль туризма и отдыха. «Российская газета», 27.07.22
- Стена. Репортаж из самого знаменитого природного заповедника Европы. «Российская газета», 28.07.22
- Вечер с Вечорко. Теперь я знаю, откуда берет силы знаменитый доктор. «Российская газета», 29.07.22
- Тайга прокормит? Как решают свои проблемы жители небольшого сибирского города. «Российская газета», 23.09.22
- Горка моего детства. «Российская газета. Неделя», 28.09.22
- Взмахом руки. Почему чудо на сцене невозможно без дирижера. Интервью с В.И. Федосеевым. «Российская газета», 07.03.23
- Гранд-бабай. Разговор за чаем с первым президентом Татарстана М. Шаймиевым. «Российская газета», 21.04.23
- Большая икра. Почему рожденный в России деликатес больше не является нашей монополией. «Российская газета», 24.04.23
- В тесноте дп не в обиде. Полтора миллиарда китайцев вовсе не ощущают дискомфорта от совместного проживания. «Российская газета», 11.09.23
- Высокое напряжение. Как Китай стал мировым лидером в производстве автомобилей. «Российская газета», 12.09.23
- Не нужен им берег турецкий. Почему именно сейчас Китай переживает расцвет внутреннего туризма. «Российская газета», 13.09.23
- Добро пожаловать или посторонним вход воспрещен. Как живется в Китае человеку с иностранным паспортом. «Российская газета», 14.09.23
- Рынок с портретом Маркса на входе. Каким богам молятся китайцы. «Российская газета», 15.09.23
- На игле. Можно ли доверять волшебным свойствам традиционной китайской медицины. «Российская газета. Неделя», 13.09.23
- Афганский триллер. Как при Брежневе вводили советские войска в Афганистан и как Горбачев их оттуда выводил. Журнал «Горби», № 1, август 2023
- И на Марсе будут яблони цвести. Какие препятствия стоят на дальних космических маршрутах. «Российская газета», 12.02.24
- Домой под грохот канонады. К 35-летию вывода советских войск из Афганистана. «Российская газета». 15.02.24
- Отец солдата. «Российская газета», 21.02.24
- В Елец за кружевами. Что мешает древнему русскому городу стать туристической Меккой. «Российская газета», 15.03.24
- Ангелы и бесы. Как Михаил Шемякин встретился с Владимиром Высоцким – т они сразу стали близкими друзьями. «Российская газета», 20.03.24
- Подход к прессе. Это улица с двусторонним движением. «Российская газета», 03.04.24
- На дне. Как вместо большого и богатого моря образовалась большая и мертвая пустыня. «Российская газета», 09.04.24
- Жизнь в третьем измерении. «Российская газета», 16.04.24
- Его университеты. «Российская газета», 02.05.24
- Врачебная тайна. «Российская газета», 08.05.24
- Параша Ленина. Эмиграция - это не кругосветная поездка, где можно покрутиться и вернуться обратно. Журнал «Горби», № 10, июнь 2024
- Торосы Старой площади. Журнал «Родина», № 6, 2024
- Тормозок. Наш корреспондент совершил путешествие в прошлое. И пытался рассмотреть будущее. «Российская газета», 12.08.24
- «Сфема». История одной непотопляемой дружбы. «Российская газета. Неделя», 14.08.24
- Обыкновенная история. Как жизнь рядового ленинградца стала центром популярной музейной экспозиции. «Российская газета», 19.08.24
- Мой философский пароход. «Российская газета», 09.10.24
- Прерванный рейс. «Российская газета. Неделя», 23.10.24
- Свет его звезды. «Российская газета», 29.10.24
- Взгляд из его окопа. «Российская газета», 31.10.24
- Разбой по прейскуранту. «Российская газета. Неделя», 06.11.24
- Маленький император. У детей в Китае особый статус. «Российская газета. Неделя», 27.11.24
- Свет и тени. Как Куба решает свои накопившиеся проблемы. «Российская газета», 09.12.24
- Коктейль с послевкусием. Отчего Куба так привлекает туристов со всего света. «Российская газета», 10.12.24
- Имеются противопоказания. Еще недавно кубинская медицина считалась лучшей в мире. «Российская газета». 11.12.24
- Тайфун по имени «Блокада». Что думают на Кубе в связи с избранием Трампа президентом США. «Российская газета», 12.12.24
- Кубинский Гагарин. «Российская газета», 13.12.24
- Все включено. «Российская газета. Неделя», 11.12.24
- Мертвый сезон. «Российская газета. Неделя», 22.01.25
- «Снеговик» с Пушкинской площади. «Российская газета. Неделя», 29.01.25
- В тот день на Дубровке. «Российская газета. Неделя», 26.02.25
- Тест на тост. «Российская газета. Неделя», 12.03.25
- Профессионал. К 90-летию со дня рождения Леонида Шебаршина. 24.03.25
- Южный крест. «Российская газета. Неделя», 09.04.25
- Вид сверху. Как Вьетнам нашел свой ключ к экономическому чуду. «Российская газета», 21.04.25
- Нажать кнопку «сброс». Что мешает нашему присутствию на вьетнамском рынке. «Российская газета», 22.04.25
- «Бамбуковые люди». Как вьетнамцы относятся к гостям из разных стран. «Российская газета», 23.04.25

Т* аксист Ваня. Отчего многие жители Вьетнама предпочитают передвигаться на байках. «Российская газета», 24.04.25
- Битва была жестокой и долгой. Ровно 50 лет назад победой завершилась борьба вьетнамцев за свою свободу и независимость. «Российская газета», 25.04.25
- Путь к вере. «Российская газета. Неделя», 23.04.25
- Гастроли в Кабуле. Один день с великим хореографом Игорем Моисеевым. «Российская газета. Неделя», 30.04.25
- Слова-пули Ильи Эренбурга. Журнал «Родина», №5 2025
- От нашего стола… Ужин и завтрак с Эрнстом Неизвестным. «Российская газета. Неделя», 14.05.25
- Детский сад. Как я проходил отбор в космонавты. «Российская газета. Неделя», 04.06.25
- Перекресток. 50 лет назад вышла книга Олжаса Сулейменова «Аз и Я». «Российская газета», 30.05.25

Под чужим флагом. «Российская газета. Неделя», 11.06.25 
- Золотая корона на десерт. «Российская газета. Неделя», 25.06.25
- Теплый холодный север. Как глобальное изменение климата скажется на жизни огромного региона. «Российская газета», 26.06.25
- То взлет, то посадка. «Российская газета. Неделя», 09.07.25

## Интервью с Владимиром Снегиревым
- Владимир Снегирев. Журналист, который работает в «поле». Интервью журналу «Журналист»
- Владимир Снегирев: профессия — репортер
- Второй главный редактор «Собеседника» Владимир Снегирев: Мы резвились так, чтобы пройти по лезвию
- Журналист Владимир Снегирев: Я виноват перед героями моих репортажей…
- Арктический синдром. Автор Н. Морозов. «Известия», 12 апреля 2011 г.
- Репортер специального назначения. Автор М. Кожухов, «Российская газета», 31 мая 2012 г.
- Неистовый, или Крутые маршруты. Автор В. Сумкина, ж-л «Культура Урала», № 6, 2017 г.
- Репортер уходит в бой. Автор Н. Ажгихина, ж-л «Журналист», сентябрь 2017 г.
- Владимир Снегирев: Афганская война, популярность Сталина, русские шпионы и Европа
- Карта легла правильно. Автор Елена Баева. Газета «Шахтерская правда» (г. Прокопьевск), 07-13.2021
- Снегирев Владимир Николаевич. По разному ребята попадали в афганский плен (1 часть)
- Снегирев Владимир Николаевич. По разному ребята попадали в афганский плен (2 часть)
- Главный рубеж. О пограничниках-афганцах и журналистском долге. Фрагменты интервью Леонида Якубовича с Владимиром Снегиревым на 1 канале ТВ. «Российская газета – Неделя» от 05 июня 2024